# Riley 4/72
La 4/72 è una versione "upmarket" dell'Austin A60 Cambridge, prodotta dalla British Motor Corporation tra il 1961 e il 1969 e commercializzata col marchio Riley.
La 4/72 si differenziava dalla A60 Cambridge per il frontale ridisegnato (secondo i canoni estetici del marchio Riley), per una più ampia diffusione di profili cromati, per le finiture lussuose e per il motore (sempre di 1622cm³) potenziato a 68cv, grazie all'adozione di un diverso carburatore SU.
Per fronteggiare le migliori prestazioni (136 km/h di velocità massima) le sospensioni erano dotate di barre stabilizzatrici sia davanti sia dietro.
La collocazione in una fascia di mercato superiore della 4/72, disponibile solo in versione berlina quattro porte, rispetto alla versione Austin era evidente anche nel prezzo di lancio (1961): £ 1.088  contro le £ 854 della A60 Cambridge.
La produzione cessò nel 1969, quando il marchio Riley venne soppresso in seguito alla trasformazione della BMC in British Leyland.
In totale sono state costruite 14.151 Riley 4/72.